# Челябинск
Челя́бинск (произношениео файле) — восьмой по численности населения город в Российской Федерации, административный центр Челябинской области, шестнадцатый по занимаемой площади городской округ. Начальный пункт Транссибирской железнодорожной магистрали на западе. Второй по величине культурный, экономический, деловой и политический центр УрФО. Население — 1 176 770 человек (2025).
Челябинский городской округ является городским округом с внутригородским делением. Соответствует административно-территориальной единице город областного значения Челябинск.
Город расположен на геологической границе Урала и Сибири, на восточном склоне Уральских гор, по обоим берегам реки Миасс (бассейн Тобола). Основанный в 1736 году как крепость, Челябинск к XIX веку стал одним из крупнейших торговых центров Урала, а к концу века — и всей России в связи с появлением в 1892 году железнодорожного сообщения города с Москвой. В связи с активным строительством промышленных предприятий в Челябинске в годы первых пятилеток, а затем эвакуацией заводов во время Великой Отечественной войны, город стал одним из крупнейших в СССР промышленных центров. Благодаря производству танков и других боевых машин в военный период, а также значительному общему вкладу в победу, Челябинску присвоено почётное звание «Город трудовой доблести», а сам город получил общеизвестное неофициальное название «Танкоград».
В 1990-х и 2000-х годах целый ряд производств в городе прекратил существование из-за сложной экономической ситуации, это привело к тому, что по состоянию на 2020-е годы Челябинск испытывает трудности в сферах экологии, в хозяйственной и экономической сферах, в городском благоустройстве. Тем не менее, Челябинск является одним из крупнейших промышленных центров Урала, где промышленность составляет почти 40 % от валового муниципального продукта.

## Этимология
Согласно топонимическому словарю «Географические названия мира» под редакцией Евгения Поспелова, селение основано в урочище Челеби, название которого происходит от тюркского личного имени Челеби (царевич, образованный). Потомки первопоселенцев и старожилов говорили о том, что название крепости Челя́ба, данное по названию урочища, восходит к башкирскому слову «силәбе» (впадина, неглубокая яма). В пользу этой версии говорят заметки немецкого путешественника Иоганна Гмелина, посетившего Челябинскую крепость в 1742 году. Также в своей исторической монографии Владимир Витевский писал: «Челябъ — башкирское слово, означающее в переводе на русский язык ведро или бурак. Местоположение Челябинска действительно представляет ведрообразную котловину».
Впоследствии появлялись различные альтернативные версии:
- Согласно исследователю А. В. Орлову, Челябинскую крепость назвали по деревне Селяба, стоявшей на р. Селябке[19]. В пользу этой версии высказывались В. А. Долгоруков[20] и В. А. Весновский, который в своём справочнике в 1909 году писал, что по преданиям ко времени основания Челябинска на этом месте была башкирская деревня Селяба[21].
- По мнению некоторых учёных (У. К. Сафиулин, Г. Ф. Сатаров, Ю. Г. Подкорытов), деревню основал легендарный тюркский герой Селямбей[19].
- Г. А. Турбин считал, что это была деревня башкирского тархана Таймаса Шаимова, имевшего почётное звание «челяби»[19].
- Вполне вероятно, что на месте современного Челябинска находились вотчинные земли тюркского героя Селяби-Челеби[19].
- Некоторые исследователи выводят название от тюркского корня «челяби» («селяби»), то есть благородный[22].

Существует версия происхождения топонима от названия реки, так как немалое число селений именовалось по рекам, вблизи которых они строились. У тюркских народов было заведено называть реки по именам владельцев тех вотчинных земель, где они протекали. Противники данной версии отмечают, что во времена появления русских на Южном Урале (кон. XVII — нач. XVIII вв.) никаких селений вблизи р. Миасс не существовало, поскольку это была территория башкирских народов и жить рядом с ними было небезопасно. Во времена Монгольской империи и Золотой Орды было распространено почётное имя-звание Челеби (Челубей). Антропоним Челеби в исламском мире относится к эпитетам со значением сильной, влиятельной личности (в переводе с тюркского — миловидный, красивый, солнцеподобный). В истории можно найти множество подтверждений существования этого антропонима. Так, например, согласно легенде, на Куликовом поле в предшествующем битве поединке с монахом Пересветом со стороны Золотой Орды участвовал богатырь Челубей. Челибиром звали одного из батыров, служивших черниговским князьям. В XV в. Турцией правил султан Мехмед I Челеби. Известный турецкий учёный XVII в. Хаджи Халифе носил псевдоним Кятиб Челеби. Его младшим современником был крупнейший турецкий путешественник средневековья Эвлия Челеби. В переводе с турецкого языка на русский «челяб» означает Бог, а «челяби» — божественный, одарённый Богом.

## История
Город Челябинск был основан 13 сентября 1736 года как Челябинская крепость.
С 1743 года — центр Исетской провинции (в 1744—1781 годах входила в Оренбургскую губернию).
В 1781 году становится уездным городом Челябинского уезда Екатеринбургской области Пермского наместничества.
Указом императрицы Екатерины II от 23.12.1781 (3.1.1782) года Челябинский уезд передан в состав Уфимского наместничества.
С 1796 по 1919 годы — центр Челябинского уезда Оренбургской губернии.
В 1919—1923 годах город являлся центром Челябинской губернии, а позднее окружным (1923—1930) и районным (1924—1934) центром Уральской области.
С 1934 года город административный центр Челябинской области.

## Физико-географическая характеристика

### Географическое положение
Челябинск расположен почти в центре материка Евразия (1400 км от географического центра), к востоку от Уральского хребта, на 200 км южнее города Екатеринбурга. Высота над уровнем моря около 200—250 м. Геологическое расположение: западная часть — Южный Урал (граниты), восточная часть — Западная Сибирь (осадочные горные породы), таким образом город находится на границе Урала и Сибири и имеет неофициальное название «Ворота в Сибирь», на рубеже XIX—XX веков, после строительства Транссиба, многие путешественники покупали открытки на железнодорожной станции Челябинск и отправляли их по всему миру в качестве свидетельства своего пребывания в Сибири. Ленинградский мост соединяет уральский и сибирский берега реки Миасс, таким образом является мостом из Урала в Сибирь. Строго по границе Урала и Сибири проходит автодорога «Меридиан» на участке от проспекта Ленина до улицы Механической: проезд по просп. Ленина под виадуком автодороги «Меридиан» является наиболее известной среди жителей города точкой пересечения границы Урала и Сибири.
Город стоит на реке Миасс, в пределах города находится Шершнёвское водохранилище и три озера: Смолино, Синеглазово, Первое. По территории города протекает несколько малых речек, впадающих в Миасс (Игуменка, Чикинка, Челябка, Чернушка) и в озеро Смолино (Колупаевка), большинство их пущено по трубам и коллекторам под землёй.
Рельеф города слабохолмистый на западе с постепенным понижением к востоку. Город «разрезается» долиной реки Миасс и ложбинами с озёрами и болотами. Берега Миасса покрыты местами лесом и кустарником. На территории города ниже Шершнёвского водохранилища река в нескольких местах подпружена, образуя систему городских прудов, вследствие чего русло разлитое с пологими берегами, дно заиленное. Выше и ниже города река полугорного характера с быстрым течением, перекатами и скалистыми берегами.
С юго-запада до севера Челябинск подковообразно укутывает Сосновский район. С восточной стороны к нему примыкает город-спутник Копейск. На северо-востоке — граничит с Красноармейским районом.
| С-З | Ижевск ~ 547 км / ~ 852 км Пермь ~ 449 км / ~ 581 км         | Нижний Тагил ~ 320 км / ~ 365 км Екатеринбург ~ 190 км / ~ 225 км | Тобольск ~ 545 км / ~ 637 км Тюмень ~ 340 км / ~ 391 км   | С-В |
| З   | Уфа ~ 346 км / ~ 417 км Самара ~ 760 км / ~ 880 км           | Роза ветров                                                       | Курган ~ 251 км / ~ 269 км Омск ~ 761 км / ~ 812 км       | В   |
| Ю-З | Стерлитамак ~ 388 км / ~ 542 км Оренбург ~ 565 км / ~ 753 км | Магнитогорск ~ 247 км / ~ 300 км Орск ~ 479 км / ~ 598 км         | Костанай ~ 260 км / ~ 315 км Кокшетау ~ 561 км / ~ 709 км | Ю-В |

### Часовой пояс
Челябинск находится в часовой зоне МСК+2. Смещение применяемого времени относительно UTC составляет +5:00. В соответствии с применяемым временем и географической долготой средний солнечный полдень в Челябинске наступает в 12:54.

### Климат
Челябинск расположен в лесостепной зоне, почти в центре материка Евразии на большом удалении от морей и океанов, к востоку от Уральского хребта.
Климат города умеренный, по общим характеристикам относится к умеренному континентальному (переходный от умеренно континентального к резко континентальному). Температура воздуха зависит как от влияния поступающих на территорию области воздушных масс, так и от количества получаемой солнечной энергии. 2066 часов в году Солнце светит на территории области. Количество и распределение осадков в течение всего года определяется главным образом прохождением циклонов над территорией области, их годовое количество равняется 410…450 мм. Ветровой режим на территории Челябинска и области зависит от особенности размещения основных центров действия атмосферы и изменяется под влиянием орографии. В январе—мае преобладают ветры южного и юго-западного направления со средней скоростью 3—4 м/с. При метелях максимальная скорость увеличивается до 16-28 м/с. В июне-августе ветер дует с запада и северо-запада, средняя скорость не увеличивается, но при грозах наблюдается кратковременное шквалистое усиление ветра до 16—25 м/с. В сентябре-декабре ветер поворачивает на южный и юго-западный, средняя скорость ветра составляет 3 м/с, максимальная — 18—28 м/с.
Зима длительная, умеренно-холодная и снежная. Постоянный снежный покров образуется 15—18 ноября и сохраняется 145—150 дней. Высота снежного покрова составляет 30-40 см, но в малоснежные зимы бывает на 10—15 см меньше. Метели наблюдаются в течение 30—35 дней, общей продолжительностью 220—270 часов. Средняя температура января равняется от−15,5 до −17,5° С. Абсолютный минимум температуры воздуха достигал −49 °C в ночь на 1 января 1979 года. Весна продолжительная и умеренно-тёплая. Летние температуры начинают подниматься уже в мае. Лето умеренно тёплое и сухое, в отдельные годы дождливое. Средняя температура воздуха в июле равняется от 18 до 19 °C. Абсолютный максимум температуры отмечен в 2023 году: +41.0 °С. Наибольшее количество осадков приходится на июль.
Характерны поздние весенние (в первой половине июня) и ранние осенние (в конце августа) заморозки, в некоторые годы со снегопадом.
Длина светового дня изменяется от 7 часов 08 минут до 17 часов 24 минут во время зимнего и летнего солнцестояний.
| Показатель                    | Янв.  | Фев.  | Март | Апр.  | Май   | Июнь | Июль | Авг. | Сен. | Окт. | Нояб. | Дек.  | Год   |
| ----------------------------- | ----- | ----- | ---- | ----- | ----- | ---- | ---- | ---- | ---- | ---- | ----- | ----- | ----- |
| Абсолютный максимум, °C       | 4,1   | 8,0   | 17,3 | 28,2  | 35,7  | 39,0 | 41,0 | 37,0 | 34,4 | 25,5 | 16,1  | 9,8   | 41,0  |
| Средний суточный максимум, °C | −10,5 | −7,9  | 1,0  | 10,6  | 20,3  | 24,0 | 25,2 | 23,6 | 17,2 | 9,3  | −0,1  | −7,2  | 8,8   |
| Средняя температура, °C       | −14,1 | −12,5 | −4,8 | 4,7   | 12,1  | 18,3 | 19,3 | 17,1 | 10,9 | 4,1  | −5,2  | −11,1 | 3,2   |
| Средний суточный минимум, °C  | −19   | −18,9 | −9,3 | −0,3  | 7,9   | 12,9 | 14,5 | 13,5 | 7,6  | 1,3  | −5,9  | −14,6 | −0,9  |
| Абсолютный минимум, °C        | −48,7 | −45   | −36  | −26,3 | −11,1 | −3   | 3,3  | −1   | −10  | −24  | −36,4 | −42,6 | −48,7 |
| Норма осадков, мм             | 17    | 16    | 19   | 27    | 47    | 55   | 87   | 44   | 41   | 30   | 26    | 21    | 430   |
| Источник: Погода и Климат     |       |       |      |       |       |      |      |      |      |      |       |       |       |

| Год                   | Янв  | Фев  | Мар  | Апр  | Май  | Июн  | Июл  | Авг  | Сен  | Окт  | Ноя  | Дек  | Год  |
| --------------------- | ---- | ---- | ---- | ---- | ---- | ---- | ---- | ---- | ---- | ---- | ---- | ---- | ---- |
| Абсолютного максимума | 1948 | 1973 | 2009 | 2012 | 1952 | 1948 | 2023 | 2021 | 2022 | 1936 | 1937 | 2008 | 2023 |
| Абсолютного минимума  | 1979 | 1976 | 1971 | 1971 | 1952 | 1933 | 1972 | 1969 | 1955 | 1976 | 1953 | 1955 | 1979 |

### Экологическая обстановка
Вследствие того, что Челябинск является промышленным городом с большим количеством заводов, экологическая ситуация в городе является особенно острой.
В 2017 году власти признали, что в Челябинске кризис контроля за качеством воздуха, а экологическая ёмкость города исчерпана, из-за чего невозможно создавать новые производства. Из-за загрязнения атмосферы город назывался «неблагоприятным для проживания» и «городом с самым сильным запахом в России <…> [где] вообще нельзя жить».
По данным министерства природных ресурсов и экологии РФ, в 2020 году объём выбросов в Челябинске увеличился на 13 % относительно показателей 2019 года.
В отчётах Росгидромета и министерства экологии Челябинской области за 2020 год отмечено, что уровень загрязнения воздуха в городе — повышенный. Средняя годовая предельно допустимая концентрация (ПДК) зафиксирована у формальдегида и фторида водорода, а периодическое превышение норм фиксировалось у диоксида азота, оксида углерода, бензапирена, фенола, сероводорода, этилбензола, бензола, свинца, марганца и взвешенных веществ. За 2016—2020 годы отмечено повышение концентраций оксида углерода, формальдегида, фторида водорода, аммиака, ксилолов, этилбензола, толуола, никеля, хрома.
Экология Челябинска характеризуется постоянным объявлением дней с неблагоприятными метеоусловиями (НМУ), которые возникают при штиле и слабом ветре, из-за чего происходит скопление выбросов в нижнем слое атмосферы. Имеется негативная тенденция, так как в 2021 году 52 % дней (190 дней из 365) сопровождались НМУ, а в 2020 году — 180 дней.
В черте города расположено несколько озёр: Смолино, Первое и Второе, Шелюгино и Шершнёвское водохранилище. Шершнёвское водохранилище — источник питьевой воды для города, согласно отчёту Росприроднадзора, имеет высокое органическое загрязнение, а качество исходной воды не соответствует в 8 из 12 взятых проб в 2021 году. Роспотребнадзор заявлял, что купание на всех водоёмах Челябинска является опасным. Река Миасс, протекающая через город, подвергается влиянию сточных вод городских очистных сооружений и предприятий, что выразилось в 2020 году в периодических превышениях ПДК по азоту аммония, азоту нитритов, азоту нитратов, фосфатам (по фосфору), железу общему, никелю, мышьяку, меди, цинку, марганцу, нефтепродуктам.

## Административно-политическое устройство
В рамках административно-территориального устройства области, Челябинск не входит в состав районов (соответствует категории города областного подчинения).
В рамках местного самоуправления, город составляет муниципальное образование Челябинский городской округ с внутригородским делением или город Челябинск с единственным населённым пунктом в его составе.
Согласно данным Росреестра площадь городского округа составляет 50 091 га, в том числе площадь собственно города Челябинска — 49 558 га.

### Административное деление
Территория города разделена на семь районов (внутригородских районов).
| Район             | Дата образования | Население |
| ----------------- | ---------------- | --------- |
| Калининский       | 1970             | ↗228 656  |
| Курчатовский      | 1985             | ↘223 032  |
| Ленинский         | 1935             | ↘187 977  |
| Металлургический  | 1946             | ↘128 506  |
| Советский         | 1937             | ↘134 541  |
| Тракторозаводский | 1937             | ↘178 520  |
| Центральный       | 1961             | ↘101 285  |

Районы города являются внутригородскими муниципальными образованиями со статусом внутригородских районов.

### Органы власти
Представительным органом местного самоуправления Челябинска является городская дума, состоящая из 37 депутатов. В исключительной компетенции думы находятся работа с Уставом Челябинска, утверждение городского бюджета и отчёта о его исполнении, работа с местными налогами, принятие программ развития Челябинска, распоряжение городским имуществом и другие обязанности. Высшим должностным лицом является глава города, которого выбирает городская дума. Эту должность в качестве временно исполняющего полномочия с 24 сентября 2024 года занимает Александр Астахов.
Так как Челябинск является административным центром области, то в городе располагаются областные органы власти: законодательное собрание, правительство области.

### Официальные символы
Флаг Челябинска, утверждённый в 2002 году, представляет собой жёлтый навьюченный верблюд, в знак того, что по территории города проходили важные торговые пути, на фоне крепости, показывающей, что Челябинск был основан как крепость. Верхняя часть флага имеет золотой цвет, символизирующий прочность, величие, богатство, интеллект и великодушие. Нижняя часть имеет зелёный цвет, подчёркивающий живописную природу, окружающую Челябинск.
Герб Челябинска, утверждённый в 2000 году, имеет геральдическое описание: «В мурованном, с теневой стеннозубчатой главой серебряном поле на зелёной земле навьюченный золотой верблюд». На фоне навьюченного верблюда находится крепость и зелёное поле.

### Внешние связи
В городе расположены визовые центры Италии, Венгрии, Чехии и Греции.
Челябинск имеет 6 иностранных городов-побратимов и 3 российских города-партнёра:
- Колумбия, США (с 1995 года);
- Ноттингемшир, Великобритания (с 2000 года);
- Рамла, Израиль (с 2000 года);
- Урумчи, Китай (с 2004 года);
- Харбин, Китай (с 2012 года);
- Санто-Доминго, Доминиканская Республика (с 2019 года);
- Казань, Россия (с 2002 года);
- Омск, Россия (с 2002 года);
- Уфа, Россия (с 1999 года)

## Население
| 1795       | 1856       | 1882       | 1897       | 1905       | 1913       | 1916       | 1923       | 1926       |
| ---------- | ---------- | ---------- | ---------- | ---------- | ---------- | ---------- | ---------- | ---------- |
| 2700       | ↗4300      | ↗7700      | ↗20 000    | ↗35 500    | ↗65 100    | ↗67 300    | ↘54 300    | ↗57 655    |
| 1931       | 1933       | 1937       | 1939       | 1956       | 1959       | 1962       | 1967       | 1970       |
| ↗116 889   | ↗210 000   | ↗256 871   | ↗273 116   | ↗612 000   | ↗689 049   | ↗751 000   | ↗836 000   | ↗875 210   |
| 1973       | 1975       | 1979       | 1982       | 1985       | 1986       | 1987       | 1989       | 1990       |
| ↗928 000   | ↗989 000   | ↗1 029 522 | ↗1 066 000 | ↗1 105 000 | →1 105 000 | ↗1 119 000 | ↗1 141 777 | ↘1 113 000 |
| 1991       | 1992       | 1993       | 1994       | 1995       | 1996       | 1997       | 1998       | 1999       |
| ↗1 148 000 | ↘1 143 000 | ↘1 135 000 | ↘1 125 000 | ↘1 086 000 | ↘1 083 000 | ↗1 084 000 | →1 084 000 | ↗1 086 300 |
| 2000       | 2001       | 2002       | 2003       | 2004       | 2005       | 2006       | 2007       | 2008       |
| ↘1 083 200 | ↘1 081 100 | ↘1 077 174 | ↘1 076 000 | ↘1 071 000 | ↗1 095 100 | ↘1 093 000 | ↘1 091 500 | ↗1 092 500 |
| 2009       | 2010       | 2011       | 2012       | 2013       | 2014       | 2015       | 2016       | 2017       |
| ↗1 093 699 | ↗1 130 132 | ↗1 131 108 | ↗1 143 458 | ↗1 156 201 | ↗1 169 432 | ↗1 183 387 | ↗1 191 994 | ↗1 198 858 |
| 2018       | 2019       | 2020       | 2021       | 2023       | 2024       | 2025       |            |            |
| ↗1 202 371 | ↘1 200 719 | ↘1 196 680 | ↘1 189 525 | ↘1 182 517 | ↘1 177 058 | ↘1 176 770 |            |            |

Численность населения города по данным Росстата составляет 1 176 770 человек на 2025 год. На 1 января 2025 года по численности населения город находился на 8-м месте из 1124 городов Российской Федерации.
Население Челябинска по данным переписи Российской империи 1897 года составляло всего 20 тыс. чел. К 1926 году население утроилось и составило 59 тыс. чел. В послевоенные годы, когда население эвакуировали на Урал и Сибирь, после индустриализации 1930-х и строительстве крупнейших предприятий металлургии и машиностроения, а также химической и других отраслях, которые обеспечивали поставки боевой техники в военные годы, а также сельскохозяйственной техники, население увеличилось более чем в 10 раз и составило уже к 1959 году 689 тыс. чел. Бурное развитие Челябинска в послевоенные годы привело к быстрому росту населения: 13 октября 1976 года родился миллионный житель города. Почти за три столетия население Челябинска выросло более чем в 108 раз.
По данным всероссийской переписи 2010 года, наиболее многочисленные: русские — 936,5 тысяч человек (86,53 %), татары — 54,4 тысяч (5,03 %), башкиры − 33,7 тысяч (3,11 %), украинцы — 15,6 тысяч (1,44 %), немцы — 7,1 тысяч (0,65 %), белорусы — 4 тысячи (0,37 %), армяне — 3,7 тысяч (0,34 %), мордва — 3,1 тысяч (0,29 %), таджики — 3 тысячи (0,27 %), казахи — 2,9 тысяч (0,26 %).

## Городское благоустройство
Долгое время благоустройство и внешний облик Челябинска находились в запущенном состоянии, что подчёркивали местные жители и гости города. Это выражалось тем, что весной город оказывался под грязью и большими лужами, так как снег с городских улиц не убирался, либо делалась видимость его уборки. Затопленными грязью и лужами оказывались улицы города и подъезды к микрорайонам, что вынуждало жителей рассказывать о проблеме в видеороликах. Плохое состояние городской среды стало причиной появления в городе общественного движения, основанного Львом Владовым, Челябинский урбанист. В последние годы благоустройство стало настолько важной темой в городской повестке, что в 2020 году новый глава города Наталья Котова объявила «пятилетку благоустройства», а в администрации города появилась новая должность: заместитель главы города по городской среде, в ведении которого находятся городское благоустройство, архитектурный облик и наружная реклама.
Запрос горожан на качественные изменения в городской среде, благоустройстве, привёл к появлению новых общественных пространств, изменению старых. Появились муниципальные институции, активно продвигающие новые проекты в области благоустройства и городской культуры: центр развития городской среды и дом архитектора. Реализованы такие крупные проекты, как набережная у ТРК «Мегаполис» и Арт-сквер, Сад камней, Парк им. Тищенко и многие другие пространства. Кроме того, в благоустройстве Челябинска участвуют и частные инвесторы.
Администрация Челябинска утвердила финансирование восьми проектов благоустройства на 2024 год. Несколько пространств появятся благодаря застройщикам и предпринимателям.

## Общество

### Преступность
Челябинск входит в десятку самых криминальных городов России. В 2016 году в Челябинске было совершено 24,3 тыс. преступлений (2,05 тыс. на 100 тыс. населения), что выше общероссийского показателя (1,6 тыс.) на 25 %, в том числе 106 убийств. Доля тяжких и особо тяжких преступлений составляет 25,3 % от общего количества преступлений. Эффективность раскрытия преступлений составляет 46,5 %.

### Образование и наука
По состоянию на 2022 года в Челябинске насчитывалось 240 дошкольных образовательных учреждений, 129 общеобразовательных учреждений и 16 высших учебных учреждений. Число детей в дошкольных учреждениях и учащихся в школах города составляет 76,9 тысяч и 153,9 тысяч соответственно. Значительный вклад в развитие городской системы общего начального и среднего образования сделал заслуженный учитель школы РСФСР Василий Иваницкий, который возглавлял Челябинский городской отдел народного образования с середины 1960-х и до конца 1970-х годов.
Главными вузами города являются два классических университета: Южно-Уральский государственный университет, имеющий статус национального исследовательского университета, и Челябинский государственный университет, в которых учатся 25 и 14 тысяч студентов соответственно. Оба учебных заведения фигурируют в российских и международных рейтингах. Помимо этого в городе имеются аграрный, педагогический, медицинский и физкультурный университеты, институты культуры и искусств, а также частные заведения и филиалы иногородних ВУЗов.
В городе функционирует военный вуз: Челябинский военный авиационный институт штурманов — филиал Военно-воздушной академии. Челябинское высшее танковое командное училище было ликвидировано в 2007 году, печально известное на всю страну в 2006 году чрезвычайным происшествием, когда рядовой срочной службы Андрей Сычёв получил инвалидность из-за продолжительных издевательств со стороны сослуживцев («дедовщины»). Челябинское высшее военное автомобильное командно-инженерное училище было ликвидировано в 2010 году.
Челябинск — важный научный центр, а регион входит в пятёрку регионов страны по научно-исследовательскому потенциалу, в городе расположен Челябинский научный центр УрО РАН, а в 2020 году была достигнута договорённость об открытии Челябинского представительства Уральского отделения РАН на территории будущего международного кампуса ЧелГУ.

### Здравоохранение
Медицинскую помощь в Челябинске оказывают 25 муниципальных организаций, в которых в 2020 году работало 8132 человека (3024 — врачи, 5108 — средний медицинский персонал). Число больничных коек составляет 14 900 (127 на 10 тыс. населения). Челябинская областная клиническая больница была открыта в 1938 году и в данный момент состоит из 9 корпусов, консультативная поликлиника больницы ведёт приём по 32 специальностям. Областной онкологический диспансер, организованный в 1969 году, в данный момент оборудован кибер-ножом и ПЭТ-центром. В 2010 открыт центр сердечно-сосудистой хирургии, где за 2013 год высокотехнологичную помощь получили 5094 пациента. Также в городе функционирует областной ожоговый центр, открытый в 1978 году.
Особенно тревожным, по словам главного врача онкодиспансера Андрея Важенина, стоит в городе заболеваемость раком с показателем в 402 человека на 100 тыс. населения, что выше общероссийского уровня на 15 %. Данный показатель является одним из самых высоких в России, заболеваемость за последние 20 лет выросла в 2 раза, продолжая расти ежегодно на 3 %. Неблагоприятная ситуация в городе и с заболеваемостью туберкулёзом, показатель которого в 2015 году подскочил на 12 % и составил 50,4 человека на 100 тыс. населения, что выше среднероссийского уровня на 20 %. Удручающая ситуация по заболеваемости ВИЧ — Челябинская область занимает пятое место среди регионов России по данному показателю, который в 2015 году вырос на 11 % и составил 63,9 человека на 100 тыс. населения, что выше на 20 % среднероссийского показателя. Средняя продолжительность жизни составляет 70,3 года (мужчины — 64,2 года, женщины — 76,2 года).

### Почётные граждане
В Российской империи звание Почётного гражданина Челябинска дважды присваивалось решением императора Николая II, учреждено 8 сентября 1967 года исполнительным комитетом городского совета депутатов трудящихся. За весь период своего существования присваивалось 55 раз.

## Экономика

### Промышленность
| Место | Компания                                     |
| ----- | -------------------------------------------- |
| 25    | Красное и Белое                              |
| 183   | Челябинский электрометаллургический комбинат |

Челябинск является одним из крупнейших промышленных городов России, занимая 13 место по объёму промышленного производства. Объём отгруженной продукции в 2015 году составил 463,4 млрд рублей, а доля промышленности в структуре валового муниципального продукта составляет почти 40 %. Основным производством в Челябинске является металлургия и производство готовых металлических изделий, на долю которых приходится более 60 % объёма всей выпускаемой продукции. Машиностроение в структуре промышленного производства составляет 13 %.
Электрометаллургический комбинат является крупнейшим в России заводом ферросплавов, а цинковый завод производит 2 % мирового и 60 % российского цинка. Трубопрокатный завод относится к так называемым трубным заводам «Большой восьмёрки» и занимается производством труб большого диаметра. Металлургический комбинат является крупнейшим производителем нержавеющей стали в России. Другие крупные предприятия: тракторный завод ЧТЗ «Уралтрак», кузнечно-прессовый завод, «Челябинские строительно-дорожные машины», «Сигнал», «Станкомаш», механический завод, часовой завод «Молния», машиностроительный завод автомобильных прицепов «Уралавтоприцеп», Челябинский завод профилированного стального настила. В Челябинске активно развиваются инновационные предприятия, в том числе работающие в сфере аддитивных технологий.

### Водоснабжение и энергоснабжение
За водоснабжение Челябинска отвечает муниципальное предприятие «Производственное объединение водоснабжения и водоотведения». Система водоснабжения города включает в себя водопроводную сеть длиной 3095 км (1800 км сети водоснабжения, 1295 км сети водоотведения) и 407 насосных станций. Ежедневно жителями города расходуется 500 тыс. м³ воды.
Энергоснабжение и теплоснабжение Челябинска осуществляют четыре электростанции: ТЭЦ-1, ТЭЦ-2, ТЭЦ-3 и ТЭЦ-4 (до 2018 года ЧГРЭС) суммарной электрической мощностью 1540 МВт и тепловой — 4060 МВт, принадлежащих компании «Фортум». Система теплоснабжения состоит из 1500 км тепловых сетей и 40 котельных. В 2011—2016 годах компанией «Фортум» была проведена инвестиционная программа, в рамках которой был запущен новый блок ТЭЦ-3 и два блока ЧГРЭС.

### Сервис, торговля, финансы
В городе расположены филиалы крупнейших российских и зарубежных коммерческих банков.
Исторически Челябинск развивался как торговый город. В Челябинске функционируют торговые объекты крупных международных, федеральных, а также местных розничных сетей. В городе функционируют множество торгово-развлекательных и торговых комплексов, а также сети быстрого питания, бары, кафе, рестораны. Также в Челябинске имеется множество дилерских центров по продажам автомобилей различных российских и зарубежных марок.
В Челябинске есть Центр международной торговли. Помимо него, в городе есть множество выставочных центров: «Экспочел», «Южуралэкспо», «Урал», «Восточные Ворота», «Союз художников» (выставочный зал), «Мегаполис» и ЦНТИ. В Челябинске работает более 40 гостиниц, в том числе две пятизвёздочных.
Бюджет Челябинска социально-ориентированный. За 2020 год более 22 млрд рублей составили расходы на образование.

### Связь
В 1872 году в Челябинске появился первый телеграф, а в 1906 году — городская телефонная станция. В 1936 году на ул. Кирова было построено здание главного Челябинского почтамта в стиле конструктивизма, к настоящему времени здание существенно реконструировано.
Сегодня в Челябинске работают восемь операторов мобильной связи: МТС, Билайн, Мегафон, Tele2, Ростелеком (на базе сети Tele2), Yota (на базе сети МегаФона), Сбермобайл (на базе сети Tele2), Тинькофф мобайл (на базе сети Tele2). В Челябинске множество интернет-провайдеров, самыми крупными из которых в 2014 году были Интерсвязь, Эр-Телеком и Ростелеком.

### Транспорт
Общая протяжённость сети автомобильных дорог Челябинска 1109,4 км. В 2016 году на 1000 человек приходилось 340 автомобилей, за десятилетие данный показатель увеличился на 64 %, так как в 2007 году он составлял 207 автомобилей. 57 % челябинцев пользуется автомобилем для передвижения на работу. Город окружает кольцевая дорога общей протяжённостью 140 км и пропускной способностью в 5 000 автомобилей в сутки. В самом городе действует незавершённое внутреннее транспортное кольцо. Через Челябинск проходят транспортные потоки из европейской части России в Сибирь, в частности, город является конечным пунктом федеральных автодорог М5 «Урал», Р254 «Иртыш», А310 Челябинск — Казахстан. Также через город проходят азиатские AH7, AH6 и европейские E 30, E 123 автомобильные маршруты.
Общественный транспорт представлен автобусами, троллейбусами, трамваями и маршрутными такси. Автобусным и электрическим (трамваи и троллейбусы) транспортом в городе занимаются компании ООО «Общественный городской транспорт» и ООО «ЧелябГЭТ», учреждённые администрацией Челябинска. Данные компании получили имущество от МУП «Челябавтотранс» и МУП «ЧелябГЭТ», которые были признаны банкротами в 2017 году для решения финансовых проблем. В 2020 году имущество ООО «ЧелябГЭТ» было выкуплено областью, также была анонсирована транспортная реформа, в результате которой полномочия по перевозке пассажиров были перенесены на региональный уровень, а Челябинск вошёл в пилотную программу по обновлению парка городского транспорта. Помимо этого в 2019—2020 годах было куплено 100 автобусов большой вместимости.
В городе существует 1 автовокзал и 3 автостанции, откуда осуществляется международное, междугородное и пригородное автобусное сообщение.
К северо-востоку от Челябинска располагается международный аэропорт Челябинск, пассажиропоток которого в 2018 году составил 1,6 млн пассажиров, а сам аэропорт занимает 22 место по объёму перевозок среди российских аэропортов. Помимо этого, в черте города находятся военный аэродром Шагол и спортивный аэродром Калачёво. В городе находится узловая железнодорожная станция Челябинск-Главный; станция обслуживает как пассажирские, так и грузовые перевозки. Центром пассажирских железнодорожных перевозок является главный железнодорожный вокзал города, расположенный на станции Челябинск-Главный. В 2018 году в пределах Южно-Уральской железной дороги в пригородном сообщении было отправлено 6,5 млн пассажиров. В черте города имеются более 10 грузопассажирских железнодорожных станций и несколько пассажирских остановочных пунктов (платформ).
В 1992 году в городе началось строительство метро, но из-за нехватки средств оно так и не было завершено. За почти 30 лет было построено 3,3 километра тоннелей и две станции без отделки и оборудования. Поскольку на завершение строительства «полноценного» метро у города денег нет, а федеральные власти дотации под него выделять не будут, в 2021 году было решено превратить остатки нерождённого метро в подземные участки трамвая.

### Транспортная реформа Челябинской агломерации 2021—2025
В 2022 году в Челябинске стартовала транспортная реформа, подготовка к которой шла с 2020 года. Ещё в 2019 году были закуплены первые 66 автобусов большой вместимости. В 2020 году в город пришли 36 новых машин большого класса. В 2021 году в город поступили 157 автобусов большого класса, средства на закупку которых были выделены по поручению Председателя Правительства РФ М. В. Мишустина. С 1 января 2022 года в городе произошли первые изменения в маршрутной сети Челябинска в рамках первого этапа транспортной реформы: были запущены первые магистральные маршруты автобусов, трамвая и троллейбуса; изменены некоторые действующие маршруты. В течение 2022 продолжились изменения в маршрутной сети: изменялись не только внутригородские, но и транспортные маршруты внутри агломерации. Была сделана ставка на перевод транспортных маршрутов с нерегулируемого на регулируемый тариф, который позволит кардинально улучшить работу транспорта: ввести единое билетное меню с тарифной системой агломерации, установление чётких требований к подвижному составу и классу экологичности транспорта.
Кроме того, в связи со сложной экологической обстановкой в Челябинске, упор был сделан и на развитие инфраструктуры электротранспорта — трамвая и троллейбуса. В 2021 году началось обособление трамвайных путей, внедрение индукционных петель и бескондукторной оплаты проезда, строительство удобных остановочных платформ. Данная работа продолжалась в 2022 и продолжится в 2023 году. Начались ремонты рельсовой инфраструктуры, работы запланированы и на 2023-24 годы.
В 2021—2022 годы для Челябинска было приобретено 60 новых трамваев. В 2023 году ожидается прибытие 70 новых единиц подвижного состава.
Изменения ожидают троллейбус. В силу ограниченного бюджета троллейбус был передан в концессию. Между Челябинской областью, в лице министерства дорожного хозяйства и транспорта, и ООО «Синара — Городские Транспортные Решения Челябинск» 19.10.2021 года заключено концессионное соглашение «О создании и использовании (эксплуатации) троллейбусной инфраструктуры». Стоимость проекта 11,5 млрд рублей из них: 4,2 млрд рублей деньги, полученные из средств федерального инфраструктурного кредита, 7,3 млрд рублей деньги инвестора. Планируется провести полную модернизацию контактной сети троллейбуса, увеличить выпуск троллейбусов на маршруты со 100 до 153 единиц при сохранении текущих 11 маршрутов троллейбуса. Кроме того, в планы входит реконструкция троллейбусного депо № 2, строительство нового депо на Артиллерийской улице и продление троллейбусных линий в новые микрорайоны.
В 2023 году ожидается закупка концессионером 168 новых троллейбусов.

## Культура и искусство

### Театр
- Челябинский государственный академический театр оперы и балета им. М. И. Глинки;
- Челябинский государственный академический театр драмы имени Наума Орлова;
- Челябинский государственный драматический «Молодёжный театр» (ранее ТЮЗ);
- Челябинский государственный театр кукол им. В. Вольховского;
- Челябинский государственный драматический «Камерный театр»[211];
- Челябинский драматический театр «Манекен»;
- Челябинский драматический театр «НХТ»[212];
- Челябинский театр современного танца[213].

### Концертные организации
- Челябинская государственная филармония;
- Государственный русский народный оркестр «Малахит».

### Музеи
- Государственный исторический музей Южного Урала;
- Челябинский государственный музей изобразительных искусств.

### Достопримечательности
Большой вклад в культуру и историю Урала внёс уральский скульптор, заслуженный художник РСФСР Виталий Зайков. Мастер создал символ Урала — памятник «Сказ об Урале», расположенный на Привокзальной площади Челябинска.
Излюбленным местом горожан и гостей города является пешеходная улица Кировка, где находятся несколько интересных памятников («Нулевая верста», памятник добровольцам-танкистам, памятник Александру Розенбауму и памятник основателям Челябинска), а также скульптур («Мальчик с верблюдами», «Левша, подковавший блоху», «Художник у зеркального мольберта», «Павшим в Афганистане», «Закон», «Городовой», «Саксофонист», «Модница» («Кокетка»), «Нищий», «Купец», Скульптура извозчика, Памятник ветерану и другие). На Бульваре Славы находятся памятники воинам, погибшим при вооружённых конфликтах Доблестным сынам Отечества и Вечный огонь. В саду Победы расположено несколько памятников, посвящённых Великой Отечественной войне (монументы «Хранителям границ», «Добрый ангел мира» и «Труженикам тыла»), а также музей военной техники под открытым небом. На площади Революции находится памятник Ленину, сквер с «поющим» фонтаном. В Челябинске установлены памятники различным известным деятелям: Курчатову, Прокофьеву, Глинке, Горькому и Столыпину П. А.. В городе есть памятники, посвящённые технике: танк «ИС-3» на Комсомольской площади, трактор «Сталинец-65» перед проходной ЧТЗ и паровоз «Красный коммунар» возле дворца культуры железнодорожников в парке Пушкина. Также в городе установлены различные скульптуры («Поцелуй городу», «Железный бык», «Слон»), мемориалы («Подвиг», «Слава отважным», «Солдатам правопорядка»), декоративные композиции («Урал — Сибирь», «Сфера любви»). На Алом поле установлен памятник-мавзолей В. И. Ленину, находится Аллея пионеров-героев. Среди прочих памятников следует отметить «Память» («Скорбящие матери»), Монумент «На новый путь» («Стрелочник») и элеватор.
В ноябре 2017 года в Челябинске открыли памятник председателю совета министров Российской империи Петру Столыпину в сквере возле органного зала «Родина». Мероприятие приурочили к 111-летию со дня начала столыпинских реформ. Столыпина изобразили в рабочем сюртуке с накинутой на плечи шинелью и с бумагами в руках. Автор памятника скульптор Антон Плохоцкий, член Московского союза художников.
Также интересной достопримечательностью города является колесо обозрения «360°» высотой 73 метра.
|                                 |  |                                      |  |                                     |  |                                       |
| Памятник добровольцам-танкистам |  | Танк «ИС-3» на Комсомольской площади |  | Музей военной техники в саду Победы |  | Улица Кирова, скульптурная композиция |

## Религия
Челябинск исторически развивался как центр смешения множества культур: прежде всего культуры коренных жителей региона — башкир, татар и русских. В городе существовал с 1862 года Одигитриевский женский монастырь с большой церковью Вознесения. В 1921 году он был закрыт, в начале 1930-х разрушен. В 2015 году решением патриарха Кирилла монастырь был возрождён (но уже на другом месте — на бывшей монастырской заимке). В Челябинске действует ряд православных храмов, католический храм; есть Старообрядческая Поморская община; имеются протестантские общины различных деноминаций, включая лютеран, баптистов, пятидесятников, ряд других; синагога, мечети. Завершено строительство Свято-Георгиевского храма на улице Жукова, ведётся строительство храма в честь святого Сергия Радонежского на Северо-Западе города и мечети в Металлургическом районе.
По состоянию на 2020 год главным православным храмом является Свято-Симеоновский кафедральный собор, освящённый в 1883 году. В 2024 году завершено строительство нового кафедрального собора Рождества Христова.
Храм Святой Троицы и храм Александра Невского включены в список объектов культурного наследия России.
Первой мечетью была «Ак-мечеть» (тат. Ак мәчет — Белая мечеть) на улице Азиатской (ныне ул. Елькина), построенная в 1899 году. Участок был пожертвован крестьянином Мухамет-Галиевым. Архитекторы: Х. Зарифов и З. Г. Галеев.
- Свято-Симеоновский кафедральный собор, 2007
- Храм Святой Троицы, 2021
- Храм Александра Невского на Алом поле
- Храм в честь иконы Божией Матери Всех скорбящих Радость
- Ак-мечеть (соборная), объект культурного наследия

## Челябинск в нумизматике и филателии
Челябинск удостоился изображения и на монетах России. Так, сам Челябинск, являясь начальным пунктом строительства Сибирской железной дороги (от Челябинска до Владивостока), изображён на схеме магистрали на серебряной 3-рублёвой памятной монете качества пруф, посвящённой 100-летию Транссиба, выпущенной Банком России в 1994 г. Удостоилась места на памятной 10-рублёвой биметаллической монете и область в 2014 году.
|  |  |  |  |

В 2021 году была выпущена почтовая марка из серии «Города трудовой доблести», посвящённая Челябинску.
- Челябинск. Памятник танкистам-добровольцам

## СМИ

### Телевидение и радио
В 1955 году в Челябинске началось проектирование телецентра, а в 1956 году — строительство аппаратно-студийного комплекса. Весной 1958 года была возведена телебашня высотой 196 метров, пробная передача состоялась 1 мая этого же года. Регулярное телевизионное вещание в городе началось с 1958 года. В городе вещает 18 аналоговых телевизионных каналов и 2 цифровых (вещает 20 каналов в чистой московской версии, кроме телеканалов Россия-1 и Россия-24 в РТРС-1, которые имеют региональные окна ГТРК «Южный Урал») — как федеральные, так и ряд региональных. Из Челябинска вещают пять телеканалов: ГТРК «Южный Урал», «31 канал», Ural-1 и «ОТВ». Ранее из Челябинска вещал «Восточный Экспресс», который в данный момент вещает из города Миасса. Для ретрансляции телевидения используются передатчики и антенны Челябинского ОРТПЦ для вещания аналоговых и цифровых телеканалов.
В городе имеется крупная сеть радиостанций, вещающих на УКВ- и FM-частотах. Большинство из них, передаётся с Челябинского ОРТПЦ, небольшая часть с мачты ПАО «Ростелеком».

### Печатные СМИ
В Челябинске регулярно издаётся множество газет и журналов различной направленности: общегородские (информационные, развлекательные, рекламные и др.), а также федеральные. Наиболее известными челябинскими газетами с богатой историей являются «Челябинский рабочий», издававшаяся с 1908 по 2016 годы, и «Вечерний Челябинск», издающаяся с 1968 года. В 1990-е годы список челябинских изданий значительно расширился и на сегодняшний день в Челябинске издаётся около сотни газет и журналов различной тематики и направленности.

## Спорт
По данным сервиса «2ГИС», в 2014 году Челябинск занимал 7 место среди российских городов по обеспеченности спортивными школами (7 спортивных учреждений на 100 тысяч жителей). В городе действует более 1900 спортивных сооружений, среди них 9 дворцов спорта, самые известные из которых дворцы спорта «Мечел» и «Юность», ледовая Арена «Трактор», ледовый дворец «Уральская молния», 9 спортивных комплексов, самый значимый из которых УралГУФК, 3 водно-спортивных комплекса, 3 бассейна, легкоатлетический комплекс имени Елены Елесиной, 14 стадионов, самый крупный из которых стадион «Центральный» вместимостью в 15 тысяч человек, учебный центр олимпийской подготовки по дзюдо.
В Челябинске достаточно сильно развита хоккейная школа, представленная следующими профессиональными клубами: «Трактор» (участник КХЛ), «Челмет» (участник ВХЛ), «Белые Медведи» (участник МХЛ-А), «Мечел» (участник МХЛ-Б) и «Белые Медведицы» (участник Чемпионата России среди женских команд). Команды по другим видам спорта: футбольный клуб «Челябинск» (Первая лига), гандбольный клуб «Динамо — Челябинск», мини-футбольный клуб «Южный Урал», женский волейбольный клуб «Автодор-Метар» (Суперлига России), женский баскетбольный клуб «Славянка» (Суперлига «Б»), мужской баскетбольный клуб «Динамо» (Высшая лига).
В 2012 году в городе прошли чемпионат Европы по дзюдо и чемпионат Европы по водному поло среди девушек в возрасте до 19 лет, в 2013 году — матч звёзд КХЛ и финал Кубка Гагарина, в 2014 году — Русская классика ВХЛ и чемпионат мира по дзюдо, в 2015 году — чемпионат Европы по конькобежному спорту и чемпионат мира по тхэквондо. В 2018 году Челябинск принимал чемпионат мира по хоккею с шайбой среди юниорских команд, чемпионат мира по танцевальному спорту и чемпионат России по смешанным единоборствам (MMA).
Футбол
Футбол в Челябинске второй по популярности вид спорта, после хоккея.
Главным городским стадионом является «Центральный» (бывший «Труд»), вместимость которого составляет 15 500 зрителей. Он был открыт в 1935 году. На нём выступает клуб «Челябинск», который играет в Первой лиге, в группе «Урал-Приволжье». Также ранее в городе существовали клубы «Авангард», «Динамо», «Локомотив» и «Спартак». В последнем играли такие игроки как Дмитрий Торбинский, Сергей Самодин, Анри Хагуш, Юрий Приганюк, Александр Гацкан, Сергей Игнатьев и Алексей Солосин.
В городе также имеется любительский клуб «ТМК-Сигнал-ЧГАУ», выступающий в первенстве Челябинской области и дубль «Челябинска» «Зенит-2-Кировец» из Копейска. Свои домашние игры они проводят на стадионе «Сигнал».